# پاقلعه (رامیان)
پاقلعه روستایی است از توابع بخش مرکزی شهرستان رامیان در استان گلستان ایران است.

## جمعیت
این روستا در دهستان قلعه‌میران قرار دارد و براساس سرشماری مرکز آمار ایران در سال ۱۳۸۵، جمعیت آن ۲۳۸ نفر (۶۱خانوار) بوده‌است.